# دهستان شاهسون‌کندی
دهستان شاهسونکندی یکی از دهستان‌های استان مرکزی است که در بخش مرکزی شهرستان ساوه واقع شده است. زبان مردم روستا ترکی است و به لهجه ساوه‌ای صحبت می‌کنند. عمده محصول کشاورزی آن انار می‌باشد.
روستاهای تابع آن عبارتند از: د آقا، اشموئیل پیغمبر، نشوه، اکبرآباد نیوشت، نیوشت، یکه باغ سفلی، یکه باغ علیا، چنار، خلخاب، امامزاده خورق (قیطریه)، پاراگوئی، اسمعیل آباد، حقانیه، زمان آباد، سماوک، شاهسونکندی سفلی، شاهسونکندی علیا، شورجه، شیرین بلاغ، قشلاق فتح‌الله، قلعه آق دره، قورددره، ارجرود، آشیانک، بند نقین، پلمگ آباد، جمشید آباد، چهل گزی، رازین، سوسنقین، سولاب، صفی‌آباد، علی گلی، عباس‌آباد، قارلق، قیاجک، قیطانه، کله گوش، ورکبار سفلی، یلداش آباد و مزرعه درج.